# 약수초등학교 (전남)
약수초등학교는 대한민국 전라남도 장성군 북하면 약수리에 있는 공립 초등학교이다.

## 학교 연혁
- 1923년 4월 27일 약수공립보통학교 인가
- 1938년 4월 1일 약수공립심상소학교로 개칭[1]
- 1941년 4월 1일 약수공립국민학교로 개칭[2]
- 1981년 3월 13일 병설유치원 개원
- 1989년 3월 1일 특수학급 개설
- 1990년 3월 1일 대악분교장[3] 편입
- 1991년 3월 1일 북상분교장[4] 편입
- 1992년 3월 1일 성암분교장[5] 편입
- 1993년 3월 1일 성암분교장 통합
- 1994년 9월 1일 대악분교장 통합
- 1996년 3월 1일 약수초등학교로 개칭[6]
- 2006년 11월 9일 약수아름실도서관 개관
- 2008년 9월 1일 북상분교장 통합
- 2009년 3월 12일 다목적강당, 영어체험교실 개관
- 2020년 1월 3일 제96회 졸업(총 4550명)

## 참고 자료
- 약수초등학교 - 한국교육학술정보원 학교알리미